# Peugeot Type 144
La Peugeot Type 144 est un modèle d'automobile produit par le constructeur français Peugeot de 1913 à 1915.
1 799 Type 144  sont produites à Audincourt. Ce modèle est produit avec un moteur KA de 2 815 cm3 ou avec un moteur KAR de 3 177 cm3. Lors de la Première Guerre mondiale, l'Armée française utilise les Type 144 comme voiture de liaison (carrosserie berline ou limousine, comme voiture sanitaire (une petite série acquise en 1914) ou encore comme voiture utilitaire légère.